# 沃格辛
沃格辛（德語：Woggersin）是德国梅克伦堡-前波美拉尼亚州的市镇，隶属于梅克伦堡湖区县。总面积为6.44平方千米，截至2023年12月31日总人口为517人。